# 로큰롤 고등학교
로큰롤 고등학교(Rock 'n' Roll High School)는 미국에서 제작된 제리 주커 감독의 1979년 코미디 영화이다. P.J. 솔즈 등이 주연으로 출연하였고 마이클 피넬 등이 제작에 참여하였다.

## 출연

### 주연
- P.J. 솔즈
- 빈센트 반 패튼

### 조연
- 클린트 하워드
- 데이 영
- 메리 우로노브
- 폴 바르텔
- 딕 밀러
- 돈 스틸
- 엘릭스 일라이어스
- 로렌 레스터
- 다니엘 데이비스
- 린 패럴
- 허비 브라하
- 그래디 슈튼
- 크리스 좀마
- 조이 라몬
- 마키 라몬
- 로드니 비겐하이머
- 롭 보틴
- 마이클 굿윈
- 존 헤이트리
- 조셉 맥브라이드
- 짐 리지엘
- 테리 슈왈츠
- 조지 와그너

## 제작진
- 프로듀서: 안소니 마시
- 세트: 린다 펄
- 의상: 잭 뷰러